# Pelophylax cerigensis
Pelophylax cerigensis (anteriormente Rana cerigensis) é uma espécie de anfíbio da família Ranidae.
É endémica de Grécia.
Os seus habitats naturais são: matagais mediterrânicos, rios, rios intermitentes, lagos de água doce, lagos intermitentes de água doce, marismas de água doce, marismas intermitentes de água doce, terras aráveis e lagoas.
Corre grave risco de extinção pela perda de habitat.